# Sociedade Astronômica Brasileira
A Sociedade Astronômica Brasileira (SAB) é a organização que responde pela Astronomia no Brasil. Segundo o seu estatuto, suas tarefas são:
- Congregar os astrônomos do Brasil;
- Zelar pela liberdade de ensino e pesquisa;
- Zelar pelos interesses e direitos dos astrônomos;
- Zelar pelo prestígio da ciência do País;
- Estimular as pesquisas e o ensino de Astronomia no País;
- Manter contato com institutos e sociedades correlatas no País e no exterior;
- Promover reuniões científicas, congressos especializados, cursos e conferências;
- Editar um boletim informativo sobre as atividades da SAB e assuntos gerais relacionados com a Astronomia.

## Comissão de Ensino[2]
A Comissão de Ensino da Sociedade Astronômica Brasileira (CESAB) tem, entre as suas principais atividades, a revisão dos conteúdos astronômicos dos livros didáticos, junto ao MEC, a realização da Olimpíada Brasileira de Astronomia e a realização de cursos periódicos de atualização de professores, além de produzir frequentemente artigos e textos de divulgação e ensino de astronomia.

## Ligações Externas
- Página Oficial

1. ↑  «Estatuto». SAB - Sociedade Astronômica Brasileira. Consultado em 9 de março de 2025
2. ↑  «Comissões». SAB - Sociedade Astronômica Brasileira. Consultado em 9 de março de 2025